# Mina levnadstimmar stupa
Mina levnadstimmar stupa är en psalm från 1819 diktad av Johan Olof Wallin.

## Publicerad i
- 1819 års psalmbok som nummer 451 under rubriken "Med avseende på de yttersta tingen. Livets korthet och dödens visshet".[1]